# Джефферсон (округ, Міссісіпі)
Шаблон:StateAbbr_ 31°44′ пн. ш. 91°02′ зх. д. / 31.73° пн. ш. 91.03° зх. д.
Округ Джефферсон (англ. Jefferson County) — округ (графство) у штаті Міссісіпі, США. Ідентифікатор округу 28063.

## Історія
Округ утворений 1799 року.

## Демографія
За даними перепису
2000 року
загальне населення округу становило 9740 осіб, зокрема міського населення було 2864, а сільського — 6876.
Серед мешканців округу чоловіків було 4845, а жінок — 4895. В окрузі було 3308 домогосподарств, 2339 родин, які мешкали в 3819 будинках.
Середній розмір родини становив 3,36.
Віковий розподіл населення поданий у таблиці:
| Стать    | До 15 років | 15-21 | 22-29 | 30-39 | 40-49 | 50-65 | 65-85 | Понад 85 |
| -------- | ----------- | ----- | ----- | ----- | ----- | ----- | ----- | -------- |
| Чоловіки | 1127        | 626   | 637   | 694   | 762   | 550   | 381   | 68       |
| Жінки    | 1149        | 591   | 455   | 650   | 758   | 678   | 528   | 86       |

## Суміжні округи
- Клейборн — північ
- Копая — північний схід
- Лінкольн — південний схід
- Франклін — південь
- Адамс — південний захід
- Тенсас, Луїзіана — захід

## Виноски
1. ↑  U.S. Decennial Census. United States Census Bureau. Архів оригіналу за 26 квітня 2015. Процитовано 4 листопада 2014.
2. ↑  Historical Census Browser. University of Virginia Library. Архів оригіналу за 11 серпня 2012. Процитовано 4 листопада 2014.
3. ↑  Population of Counties by Decennial Census: 1900 to 1990. United States Census Bureau. Архів оригіналу за 28 грудня 2014. Процитовано 4 листопада 2014.
4. ↑  Census 2000 PHC-T-4. Ranking Tables for Counties: 1990 and 2000 (PDF). United States Census Bureau. Архів оригіналу (PDF) за 18 грудня 2014. Процитовано 4 листопада 2014.
5. ↑  State & County QuickFacts. United States Census Bureau. Архів оригіналу за 7 червня 2011. Процитовано 3 вересня 2013.(англ.) Наведено за англійською вікіпедією.
6. ↑  American FactFinder. Бюро перепису населення США. Архів оригіналу за 21 травня 2008. Процитовано 31 січня 2008.

| США | Це незавершена стаття з географії США. Ви можете допомогти проєкту, виправивши або дописавши її. |